# Эрнст II Саксен-Альтенбургский
Эрнст Бернхард Георг Иоганн Карл Фридрих Петер Альберт Саксен-Альтенбургский (нем. Ernst Bernhard Georg Johann Karl Friedrich Peter Albert von Sachsen-Altenburg; 31 августа 1871, Альтенбург — 22 марта 1955, Трокенборн-Вольферсдорф) — последний герцог Саксен-Альтенбургский, генерал-майор прусской и саксонской службы.

## Биография
Эрнст был сыном Морица Саксен-Альтенбургского, младшего сына герцога Георга Саксен-Альтенбургского, и Августы Саксен-Мейнингенской. С 1884 года он посещал Витцтумскую гимназию в Дрездене, в 1886—1889 годах — христианскую гимназию в Эйзенберге. В 1890 году Эрнст поступил в Лозаннский университет, в 1891—1892 годах проучился два семестра в Йенском университете, с 1892 года учился в Гейдельбергском университете, в 1893 году поступил в военное училище в Касселе, в 1894 году сдал военный экзамен в Берлине и с сентября стал лейтенантом 1-го гвардейского пехотного полка прусской армии. В 1903—1905 годах Эрнст служил при Генеральном штабе.
В 1908 году скончался дядя Эрнста Эрнст I Саксен-Альтенбургский, не имевший наследников мужского пола, и Эрнст стал новым герцогом Саксен-Альтенбургским.
19 апреля 1909 года был награждён Орденом святого Александра Невского.
Будучи образованным и современным человеком, он стал первым в герцогстве обладателем автомобиля, предпринял в 1911 году экспедицию на Шпицберген, способствовал открытию аэропорта (современный аэропорт Лейпциг-Альтенбург), встречался с такими знаменитыми путешественниками, как Свен Гедин и Фритьоф Нансен.
После начала Первой мировой войны Эрнст II, к тому времени уже генерал-лейтенант, отказался от штабных должностей и вступил в командование 8-м Тюрингенским пехотным полком, который в составе IV корпуса участвовал в наступлении на Западном фронте. 19 августа 1914 года Эрнст получил звание генерала пехоты, после битвы на Марне был награждён Железным крестом 1-го класса. 7 октября 1914 года он получил в командование 16-ю пехотную бригаду, а 20 марта 1915 года — 8-ю дивизию. 30 мая 1915 года Эрнст был награждён орденом Pour le Mérite и ушёл с действительной службы. 4 апреля 1916 года он был вновь поставлен во главе 8-й дивизии, но в августе 1916 года был окончательно комиссован по болезни.
В 1918 году в результате поражения Германии в войне начался распад монархии. 7 ноября 1918 года начались беспорядки в Альтенбурге. Герцог попытался справиться с ситуацией, назначив в правительство трёх демократов, но 13 ноября ему пришлось отречься от престола.
Став частным лицом, Эрнст с апреля 1919 года начал посещать лекции по физике, философии и океанологии в Берлинском университете. В 1920 году он развёлся с женой, а в 1922 году поселился в охотничьем замке Фрёлихе-Видеркунфт в Трокенборн-Вольферсдорфе под именем «Эрнст фрайхерр фон Ризенек» («Эрнст, барон Ризенекский»), где при помощи астронома Курда Киссхауэра оборудовал современную обсерваторию. В начале 1930-х годов Эрнст учился в Астрофизическом институте при Йенском университете. В 1934 году министр юстиции Тюрингии разрешил ему использовать имя «Эрнст, герцог Саксен-Альтенбургский» (нем. Ernst Herzog von Sachsen-Altenburg), что ранее было запрещено. 1 мая 1937 года Эрнст вступил в НСДАП (членский билет № 4.868.032), в 1938 году стал почётным жителем Альтенбурга. 10 апреля 1943 года Эрнст передал замок Альтенбург городу.
После Второй мировой войны замок Фрёлихе-Видеркунфт оказался в советской зоне оккупации. Эрнст отказался переехать в британскую зону оккупации и принял гражданство ГДР, став единственным из бывших германских принцев, решившимся на такой шаг. Хотя в 1946 году в рамках земельной реформы замок был конфискован, Эрнсту было предоставлено право пожизненного проживания в нём.

## Семья
27 февраля 1898 года Эрнст женился в Бюккебурге на Адельгейде (Аделаиде) Шаумбург-Липпской (1875—1971). У них было четверо детей:
- Шарлотта Агнесса Эрнестина Августа Батильдис Мария Тереза Адольфина (1899—1989)
- Вильгельм Георг Мориц Эрнст Альберт Фридрих Карл Константин Эдуард Макс (1900—1991)
- Елизавета Карола Виктория Адельхайда Хильда Луиза Александра (1903—1991)
- Фридрих Эрнст Карл Август Альберт (1905—1985)

В 1934 году Эрнст женился во второй раз на своей давней подруге, оперной певице Марии Трибель (1893—1957). В этом морганатическом браке Мария получила титул «баронесса Ризенек», детей не было.